# Аляскинский мемориал ветеранов
Аляскинский мемориал ветеранов (англ. Alaska Veterans Memorial) — открытый 11 августа 1984 года мемориал в парке Денали, Внутренняя Аляска, США. Посвящён памяти ветеранов сухопутных войск, военно-воздушных сил, военно-морских сил, морской пехоты, береговой охраны США, а также жителей Аляски награжденных медалью Почёта и работников торгового флота. Также присутствует памятник жертвам авиакатастроф.

## Описание
На 147,2 миле Джордж Паркс шоссе между городами Анкоридж и Фэрбанкс располагается парк Денали, на территории которого и расположен Аляскинский мемориал ветеранов. Создание и финансирование проекта стало возможным благодаря сенатору штата Аляска и ветерану Второй мировой войны Чарльзу Парру (англ. Charles Parr), который подчеркивал, что Аляска единственный штат в составе США, где отсутствует мемориал такой тематики. Работы по воздвижению начались летом 1983 года и продолжились до 11 августа 1984 года, когда губернатор штата Аляска и ветеран военно-воздушных сил США Билл Шеффилд провёл церемонию торжественного открытия мемориала. Центральной и основной композицией стали пять бетонных блоков высотой более 6 м с вырезанными звездами и надписями о следе в истории Аляски представителей пяти родов войск США — сухопутные войска, военно-воздушные силы, военно-морские силы, морская пехота, береговая охрана. 30 мая 1999 года в композицию мемориала был внесем памятник работникам торгового флота, которые внесли свой весомый вклад во время конфликтов на Тихом океане.
Основная тематика парка — память о ветеранах и жертвах Второй мировой войны, Кореи, Вьетнама, Гренады, Войны в Заливе, в Ираке и Афганистане. На территории комплекса проводятся разного рода тематические встречи, мероприятия по ознакомлению с историей, героями и жертвами войн, популяризация почитания ветеранов и их семей.